# Gigantocypris muelleri
Gigantocypris muelleri is een mosselkreeftjessoort uit de familie van de Cypridinidae. De wetenschappelijke naam van de soort is voor het eerst geldig gepubliceerd in 1920 door Tage Skogsberg.
Specimens van deze soort werden onder meer gevangen tijdens de "Noord-Atlantische Diepzee-expeditie" van het Noorse SS Michael Sars in 1920 in de Golfstroom van de Atlantische Oceaan, en tijdens de Zweedse Zuidpoolexpeditie van het SS Antarctic van 1901-1903 in de Zuidelijke Oceaan. Skogsberg besloot dat de soort voorkomt in de Atlantische Oceaan en de Zuidelijke Oceaan tussen ongeveer 60° noorderbreedte en 60° zuiderbreedte.
De naam verwijst naar Gustav Wilhelm Müller, die het geslacht Gigantocypris in 1895 had beschreven.